# Carnaval de Salvador
O Carnaval de Salvador, também chamado de Carnaval da Bahia, é uma festa popular realizada anualmente em Salvador, no estado brasileiro da Bahia. Entrou para a lista dos recordes mundiais, do Guinness, como o maior Carnaval de rua do mundo.
Começou a evoluir a partir da diferença entre as classes sociais — carnaval de rua contra carnaval em clubes privados — resultando em uma inversão da ordem social, tornando uma celebração utópica de igualdade em que a divisão social está temporariamente suspensa. O Carnaval de Salvador começa seis dias antes da quarta-feira de cinzas ou numa noite de quinta-feira. Está espalhado por sete circuitos e doze bairros soteropolitanos com apresentações musicais e desfiles de blocos carnavalescos, como também há espaço para bailinhos, música eletrônica, palco do rock.
Os foliões festejam em três principais circuitos: Dodô (Barra–Ondina), Osmar (Campo Grande–Avenida Sete) e Batatinha (Centro Histórico). Em 2013, foi criado o Afródromo, dedicado exclusivamente aos blocos afros e afoxés e com estreia em 2014, partindo do bairro do Comércio. Há também carnaval nos bairros de Cajazeiras, Itapuã, Periperi, Plataforma e Pau da Lima. Durante o evento, dezenas de cantores famosos desfilam nos trios elétricos — caminhões grandes com luzes e som, acima do qual os artistas cantam e dançam. Dentre as atrações, destacam-se nomes da música baiana: Daniela Mercury, Ivete Sangalo, Claudia Leitte, Margareth Menezes, Bell Marques, Asa de Águia desfilando em blocos diversos, como também os tradicionais blocos carnavalescos como o Olodum, Timbalada, Filhos de Gandhy e Ilê Aiyê. Cerca de dois milhões de pessoas participam das festividades anuais que duram quase uma semana, mergulhando na música e na dança. Durante dezesseis horas por dia a cultura popular brasileira atinge a sua máxima expressão e economia local e Salvador recebe um impulso de proporções inequívocas.

## História

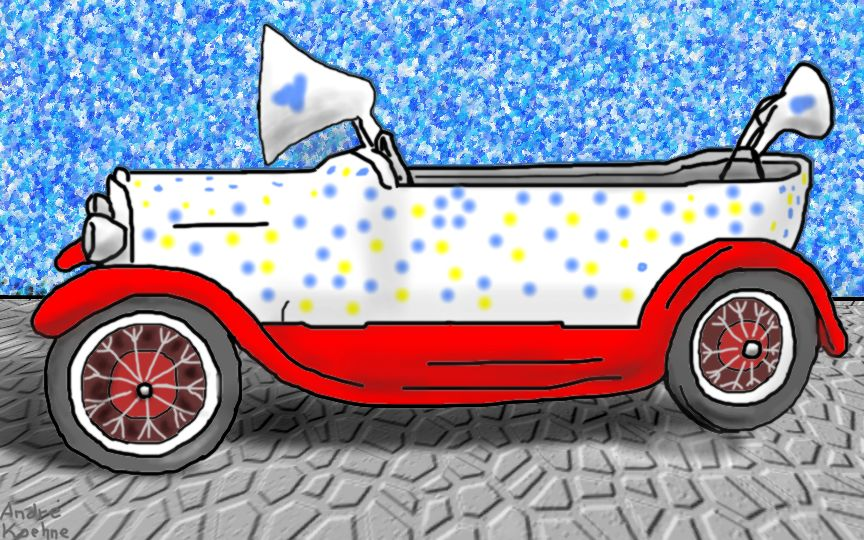
Ilustração do primeiro trio elétrico - a "fobica" de Dodô e Osmar.

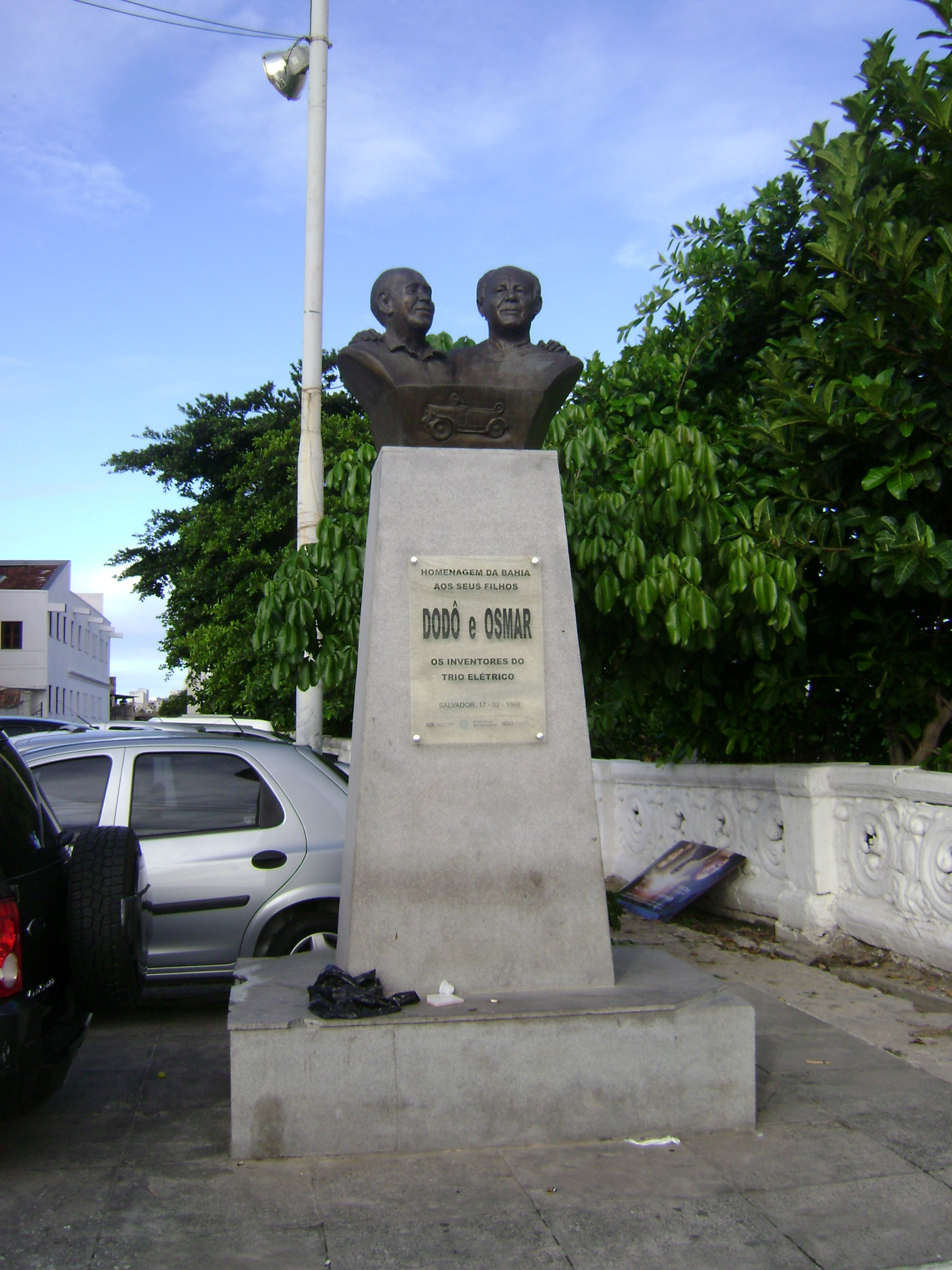
Estátua de Dodô e Osmar em Salvador, na Bahia.

A origem do carnaval em Salvador vem do século XVI, com a introdução de festejos e manifestações culturais de origem portuguesa. A primeira menção de uma festividade com características carnavalescas em Salvador, data do século XVI. Em pesquisa sobre o carnaval soteropolitano, o historiador Fábio Cadena destaca registros que remontam ao século XVI e XVII. Entre eles, está uma menção feita pelo padre José de Anchieta às festas populares com características carnavalescas realizadas pelos jesuítas na Bahia. Cadena também cita o relato de um soldado durante a invasão holandesa de 1624, que descreve a realização de festejos carnavalescos a bordo de quatro navios, mesmo em meio ao conflito. Em 1560, há registros de uma celebração popular nas ruas de Salvador, envolvendo figuras como "Momos e touros", elementos típicos de festas europeias da época. Mas é em 1884 que o carnaval da cidade começou a se consolidar com desfiles organizados e participação popular intensa. A partir de 1895, surgem também os afoxés, grupos de origem afro-brasileira ligados ao candomblé, que introduzem ritmos, cantos e simbolismos religiosos no carnaval baiano. 
Em 1950, Adolfo Antônio Nascimento e Osmar Álvares Macêdo, mais conhecidos como Dodô e Osmar, respectivamente, criaram a Fobica, um calhambeque aberto adaptado para apresentações musicais na qual decidiram sair pelas ruas de Salvador com um motorista, para tocarem suas músicas e a partir daí o trio elétrico nasceu. Em 1952, o termo trio elétrico tornou-se genérico, em referência a um caminhão ou um ônibus que transportava os dois músicos ao redor das ruas durante o carnaval baiano. Em 1969, a canção de Caetano Veloso, chamada “Atrás do trio elétrico” acabou por popularizar o som do trio elétrico em todo o país. Hoje, a presença de caminhões de trio elétrico é uma das principais atrações do Carnaval da Bahia.

### Cronologia
- 1560 — Primeira menção de uma festividade de características carnavalescas em Salvador.
- 1624 — Festejos carnavalescos em navios durante a guerra da invasão holandesa em Salvador.
- 1884 — Consolidação do carnaval de Salvador com o surgimento de desfiles organizados e participação popular intensa, além da introdução de cantos e ritmos baianos de origem afro-brasileira e simbolismos religiosos (afoxés).
- 1950 — Com a passagem do Clube Vassourinhas em Salvador, os baianos Dodô e Osmar se inspiraram e criaram Fobica, que foi o primeiro trio elétrico do mundo. Na ocasião, a dupla se apresentou tocando frevo;[12]
- 1959 — A convite do governador de Pernambuco, Dodô e Osmar apresenta o trio elétrico aos pernambucanos;
- 1961 — Primeiro desfile em homenagem ao Rei Momo;
- 1962 — Os Internacionais foi o primeiro bloco carnavalesco do Carnaval de Salvador;
- 1969 — Caetano Veloso cantou a canção Atrás do Trio Elétrico Só Não Vai Quem Já Morreu (apenas para aqueles que estavam em marcha fúnebre, e não os que caminhavam depois da música);
- 1970 — O Carnaval em Salvador aconteceu na Praça Castro Alves, entrando definitivamente em uma era de libertação cultural, social e sexual;
- 1972 — Homenagem do Trio Tapajós para Caetano Veloso, que foi preso pelo governo militar brasileiro;
- 1974 — Dodô e Osmar comemoram as bodas de prata do carnaval de Salvador;
- 1976 — Criado na Bahia, o Trio Tapajós chega aos carnavais de Belo Horizonte e Santos;
- 1978 — Morre Adolfo Nascimento (Dodô);
- 1980 — O caminhão de música Traz Os Montes revolucionou o Carnaval de Salvador trazendo um novo sistema de som;
- 1985 __ Com a música Fricote, o cantor, compositor e multi-instrumentista Luiz Caldas marca o início do axé music;
- 1998 — inauguração de um monumento em honra aos criadores da guitarra elétrica e do trio elétrico, Dodô e Osmar.[13]
- 2004 __ O Carnaval de Salvador recebe do Guinness  o título de maior Carnaval de rua do mundo;
- 2017 — O tema oficial foi "Cidade da Música" em referência à seleção do Município de Salvador à Rede de Cidades Criativas da UNESCO na categoria Música.[14]

## Características
Abaixo estão as principais características do Carnaval de Salvador que não só é conhecida em todo Brasil como também é conhecida em outros países no mundo.

### Abadá

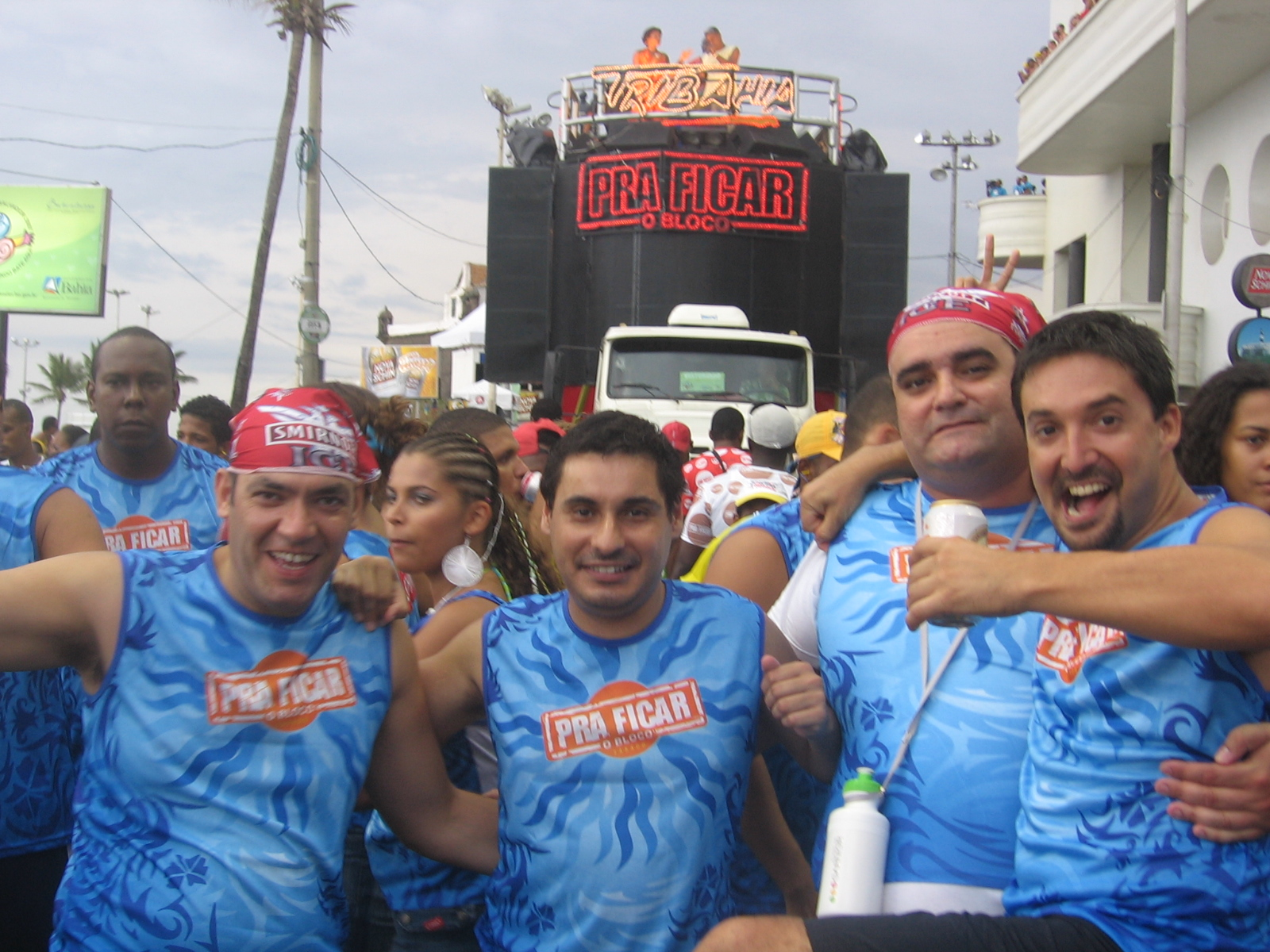
Foliões vestidos com o abadá do Bloco Pra Ficar durante a apresentação do Tribahia.

O abadá é geralmente branca e era vestimenta dos muçulmanos. Na Bahia, os abadás são usados principalmente por capoeiristas. No Carnaval de Salvador, o abadá foi o sucessor da mortalha, idealizado por Pedrinho da Rocha, simboliza a união de cores diferentes e, os padrões e logotipos pertence a um bloco carnavalesco e deve ser adquirido. Somente através da aquisição de um abadá que se pode participar de um dos blocos.

### Instrumentos e gêneros musicais
O pau elétrico é um instrumento musical criado por Dodô para evitar a microfonia existente no violão elétrico utilizando o cêpo maciço que possibilitava a reprodução do som de forma perfeita. Inspirado no violão elétrico do carioca Benedito Chaves, o pau elétrico ou guitarra baiana possibilitou o desenvolvimento de uma nova forma de “fazer carnaval”.
O axé é um ritmo baiano que nasce da mistura de ritmos no carnaval de Salvador. Fruto principalmente da fusão do frevo e do afoxé. Durante o Carnaval de Salvador é o ritmo mais tocado nos trios elétricos.
|                                                                                  |  |  |
| Chiclete com Banana (esq.) e Ivete Sangalo (dir.) em cima de seus trios em 2007. |  |  |

Com o surgimento de novos talentos baianos que continuaram a popularizar ritmos regionais, o Carnaval tornou-se mais um caso em particular embora de alguma forma manteve a sua informalidade e espontaneidade contagiante. O sucesso de Luiz Caldas, Sarajane, e Chiclete com Banana, juntamente com a evolução do Ilê Ayê, e a emergência do Olodum desempenharam um papel importante na transformação do Carnaval de Salvador no que é hoje, sendo mais longo, mais itinerante e aberto ao mundo. As classes média e alta, finalmente sucumbiram ao ideal do Carnaval em inspiração da harmonia racial e, no final dos anos 80, a celebração pré-Quaresma entrou em um processo irreversível de “deboche”. O carnaval de rua passou a representar uma identidade coletiva do Carnaval baiano.
Até o início de uma nova década, o Carnaval da Bahia tornou-se uma fábrica de talentos institucionalizada. O sucesso de precursores como Luis Caldas, Chiclete com Banana, o Ilê Ayê, Margareth Menezes, Olodum anunciava a convergência da música comercial do Carnaval. Lentamente, os mercados de música nordestina e nacional começaram a abrir.

### Trio elétrico

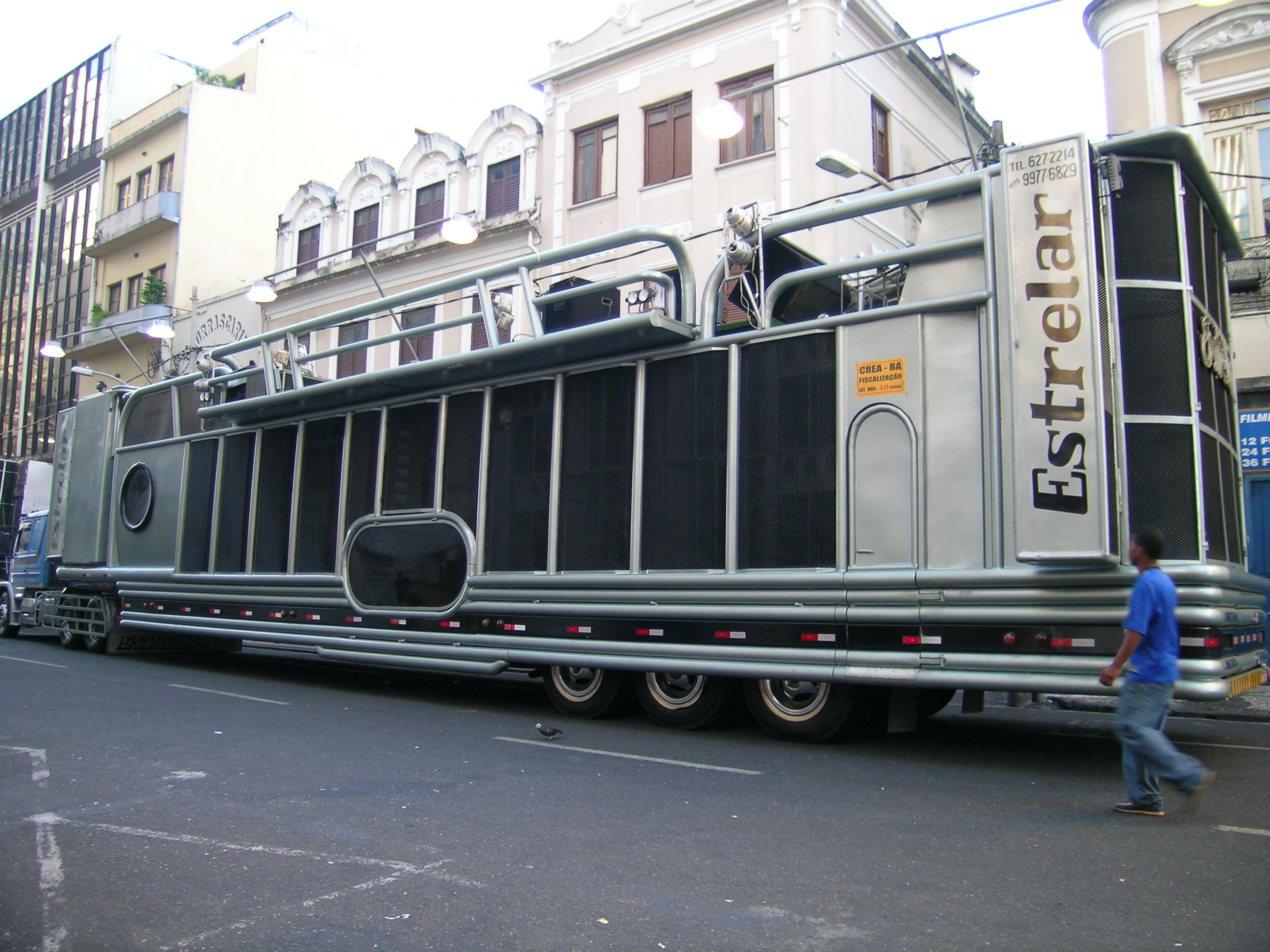
Trio elétrico Estrelar fora da folia.

Criado por Dodô e Osmar a famosa fobica, remodelação de um velho Ford Bigode 1929, tornou-se o primeiro trio elétrico. Totalmente mudado e pintado para a festa, a fobica virou o palco perfeito para à guitarra baiana. Esta invenção transformou o carnaval de rua de Salvador. Que hoje em dia é agitado por vários cantores famosos na Bahia. Os shows dados em cima do trio elétrico passam pelas ruas dos bairros como Barra, Ondina e Campo Grande. Atraindo uma grande multidão de pessoas, tanto anônimas quanto outros artistas e personalidades.

### Concursos
Dentro das comemorações carnavalescas, são realizados alguns concursos. O Ilê Aiyê realiza o Deusa do Ébano e o Muzenza escolhe a Rainha do Muzenza (Muzembela) desde 1984. Há ainda as escolhas do Rei Momo, da Rainha e das princesas do carnaval.

## Espaços
Os foliões, quem brinca a festa de Momo soteropolitana, têm várias opções. Eles podem se divertir nos blocos carnavalescos após pegar o abadá, ou ver os desfiles a partir dos camarotes ou das arquibancadas da Prefeitura, ou ainda brincar na pipoca, fora das cordas dos blocos.

### Blocos
|                             |  |                            |
| Bloco Pra Ficar na Avenida. |  | Bloco Nana Banana em 2007. |

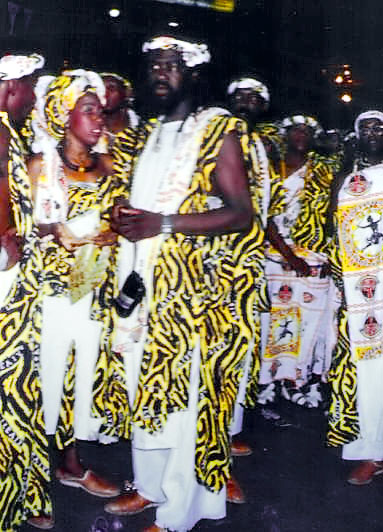
Apresentação do Ilê Aiyê.

Os blocos, são um grupo de pessoas que pagam uma quantia em dinheiro para poder participar. Em troca, recebem um Abadá, que permite aproveitar o evento de perto do trio elétrico, em uma corda ou cordão. Os blocos são abertos ao público.
Enquanto isso, os blocos de carnaval começaram a evoluir e se ramificar em várias correntes estéticas, manifestações musicais, e até mesmo religiosa. Os afoxés, cujos membros trouxeram sua cosmogonia religiosa afro-brasileira para a procissão carnavalesca, mantém suas raízes africanas com a puxada do ijexá (um ritmo tocado em homenagem aos orixás ou divindades afro-brasileiras). São formados principalmente por pessoas ligadas aos preceitos do candomblé. Tendo como a sua manifestação carnavalesca o resgate da herança cultural africana em seu ritmo, língua e vestimenta. Os blocos de classe média baseou-se principalmente nos samba-enredos do Rio de Janeiro onde adotou o estilo de música do carnaval carioca.
Em seguida, os blocos afro surgiram com uma proposta estética inferida a partir de blocos de índio, com a introdução de algumas inovações fundamentais no processo: os desfiles girava em torno de temas e a música foi adaptada para se ajustar à ocasião. O bloco afro é um grupo carnavalesco que traz em suas músicas, vestimentas e origem étnica a herança africana. Exemplos são os Malê Debalê, Cortejo Afro e Ilê Aiyê. Durante esta fase, o carnaval nas ruas da Bahia foi infundida com o glamour e o elitismo propagada por clubes de carnaval, iniciando uma ligeira inversão do ideal igualitário.

### Camarote

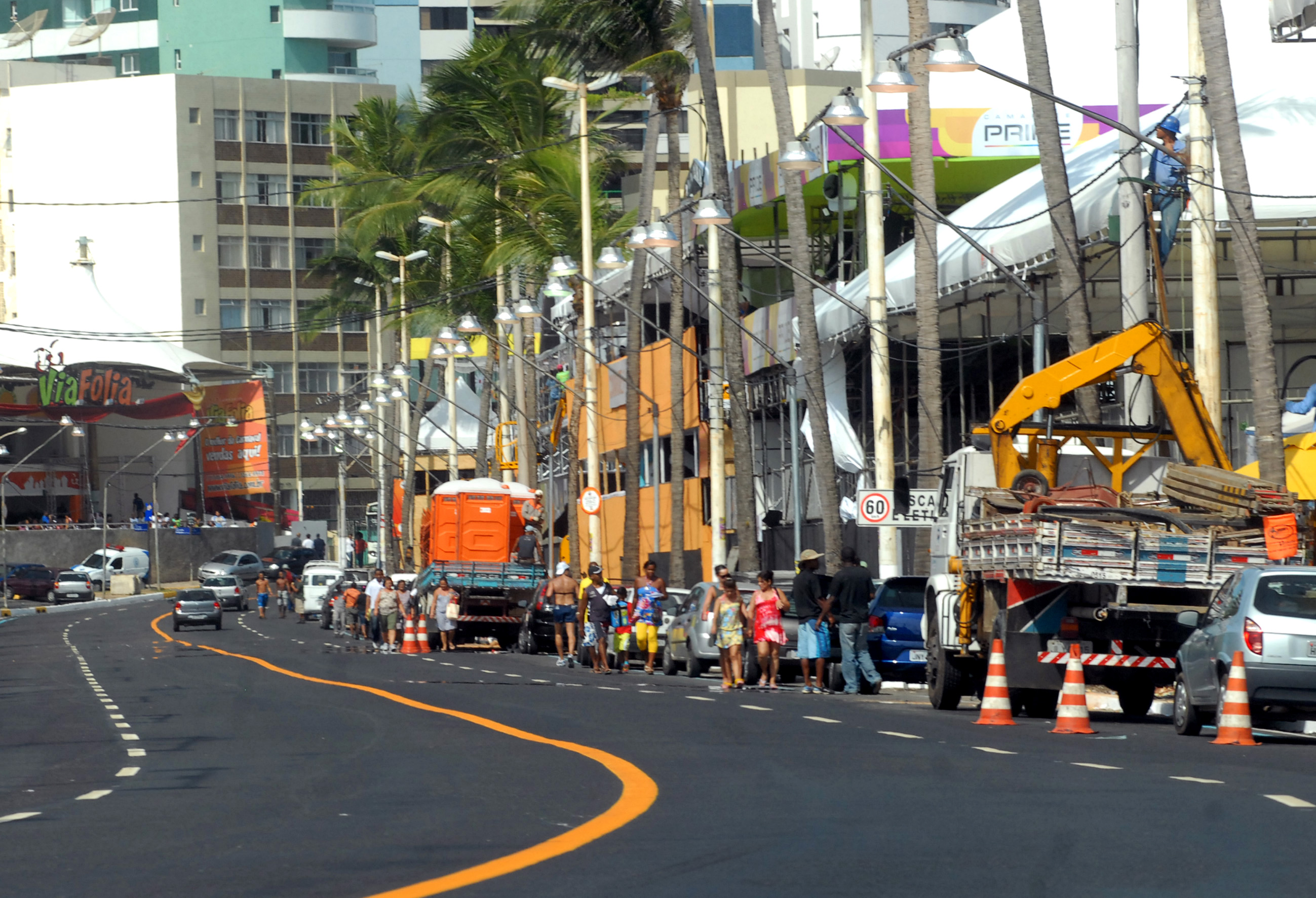
Armação dos camarotes no circuito Barra-Ondina em 2008.

Os camarotes são uma espécie de associações carnavalescas que ocorrem juntos aos blocos e aos trios elétricos. Através da aquisição de um abadá, estrangeiros podem fazer parte de camarotes também. Os camarotes no sentido estrito são suportes ou stands que cobrem ao longo das avenidas, dos quais o carnaval de rua pode ser observado. Além disso, os camarotes geralmente oferecem open bar, comida dos mais variados tipos, e salão de música ao som de DJs, assemelhando-se a uma discoteca.

### Pipoca
Se não quiser pagar por qualquer uma dessas opções, pode-se desfrutar do Carnaval de Salvador como folião pipoca (“pipoca”, sempre pulando). As pessoas que fazem parte da pipoca não pertencem a nenhum bloco. Os foliões pertencentes a blocos privados são separados dos foliões pipoca através de um cordão de isolamento. Rente a esse cordão de isolamento é que as pessoas da pipoca acompanham os trios elétricos.

### Circuitos

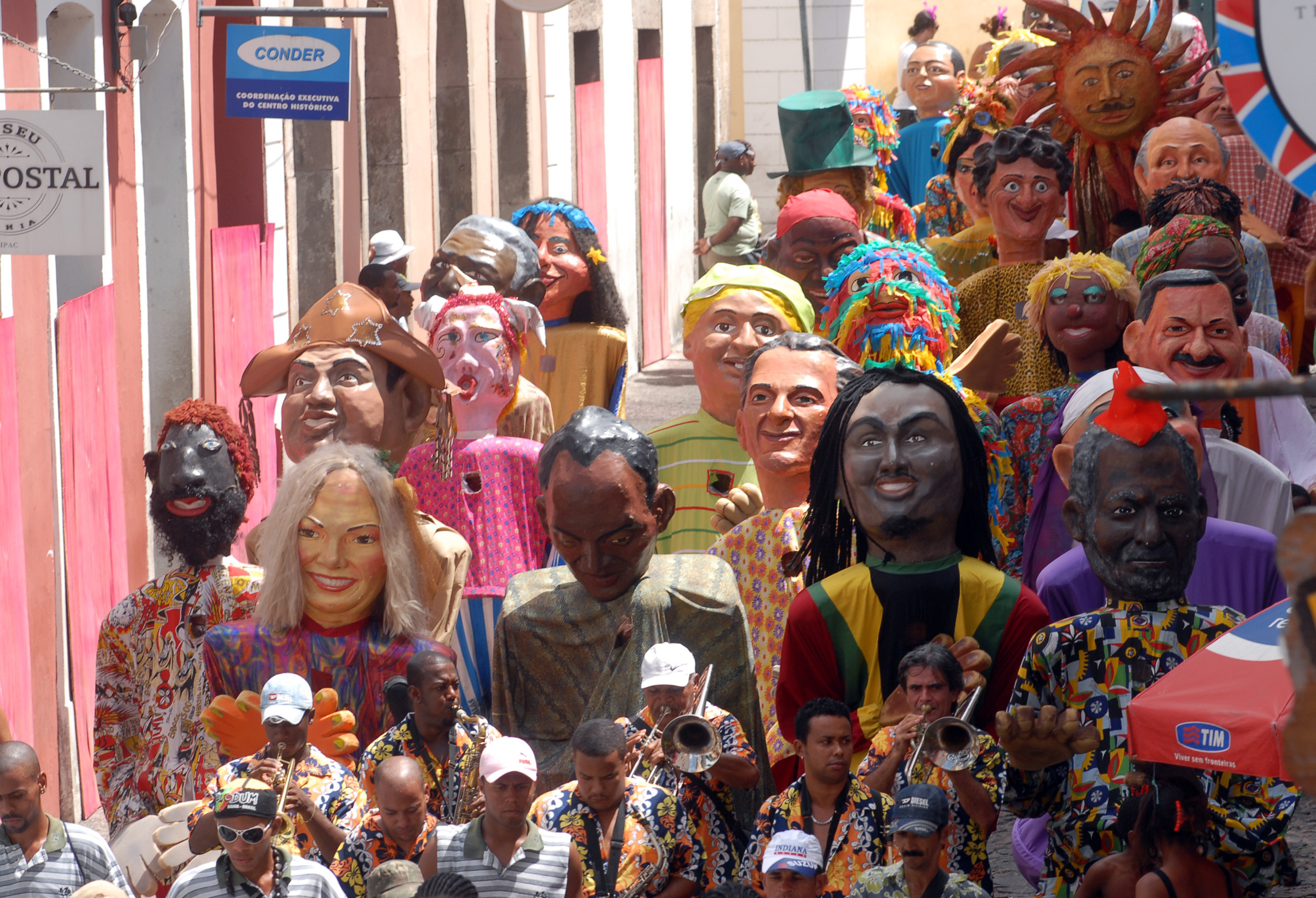
Carnaval do Circuito Batatinha.

O desfile dos blocos é feito através dos dois principais circuitos (Circuito Dodô e Circuito Osmar), paralelamente. As duas principais atrações musicais são Chiclete com Banana e Ivete Sangalo.[carece de fontes?] Chiclete comanda os blocos Nana Banana, Camaleão e Voa Voa, enquanto que Ivete comanda o Coruja e Cerveja & Cia. Outras importantes atrações musicais que participam do Carnaval são Asa de Águia, Daniela Mercury, Banda Eva, Timbalada, Olodum, Araketu, Gilberto Gil, Carlinhos Brown, entre outros.
- Circuito Osmar: começou em 1950[carece de fontes?] e percorre do Campo Grande até a Praça Castro Alves, passando pela Rua Chile, Rua Carlos Gomes e Avenida Sete de Setembro. Com cerca de cinco quilômetros de extensão.[14]
- Circuito Dodô (também conhecido como Circuito Barra-Ondina[19]): da Barra até Ondina, sai do Farol da Barra e chega à Praia de Ondina, num total de quatro quilômetros.[20] Começou no início da década de 1980 com cerca de cinco horas de duração.[21]
- Circuito Batatinha: nas ruas do Centro Histórico, do Largo do Pelourinho até o Terreiro de Jesus,[14] não há nenhum trio elétrico, apenas desfila os blocos para crianças, sendo um local mais reservado para curtir o carnaval.
- Circuito Sérgio Bezerra: desfiles de blocos de bandas de sopro e de percussão na Avenida Oceânica, na Barra, do Farol ao Morro do Cristo. O circuito foi estabelecido em 2013 para a folia na quarta-feira anterior ao Carnaval dos blocos ligados à Associação Carnavalesca de Entidades de Sopro e Percussão (Acesp).[22]
- Circuito Riachão: seu percurso se estende pela Mudança do Garcia, que vai do Garcia até a Passarela Nelson Maleiro, no Campo Grande. Foi criado em 2015 e estreou na folia de 2016.[23]
- Circuito Mestre Bimba: inicia na Rua do Norte à Rua do Sítio Caruano, no Nordeste de Amaralina. Foi criado em 2015 e estreou na folia de 2016.[23]
- Circuito Orlando Tapajós: inicia na Avenida Oceânica, no trecho entre o Clube Espanhol e o Largo do Farol da Barra, e receberá o pré-carnaval na Barra, com o Furdunço e o Fuzuê, criados respectivamente em 2014 e 2015 - ambos com apresentações de chão, sem veículo de som e sem cordas, com fanfarras e bandinhas, bandas de sopro, percussão e batucada. Assim como os outros dois acima, foi criado em 2015 e estreou na folia de 2016.[23]

Fora dos circuitos, há ainda atrações em alguns outros bairros e o Palco do Rock. Em 2017, ocorreu a 23.ª edição do Palco do Rock, dessa vez na Praça Wilson Lins, na Pituba.

### Palco do Rock
O Palco do Rock é um espaço alternativo ao circuitos tradicionais do carnaval e conta com a apresentação de bandas de variados estilos de metal, rock, punk. Foi idealizado pela Associação Cultural Clube do Rock da Bahia (ACCRBA). Teve sua primeira edição realizada em 1994. Desde então foi realizado na maior parte dos anos no coqueiral da Praia de Piatã.

## Turismo

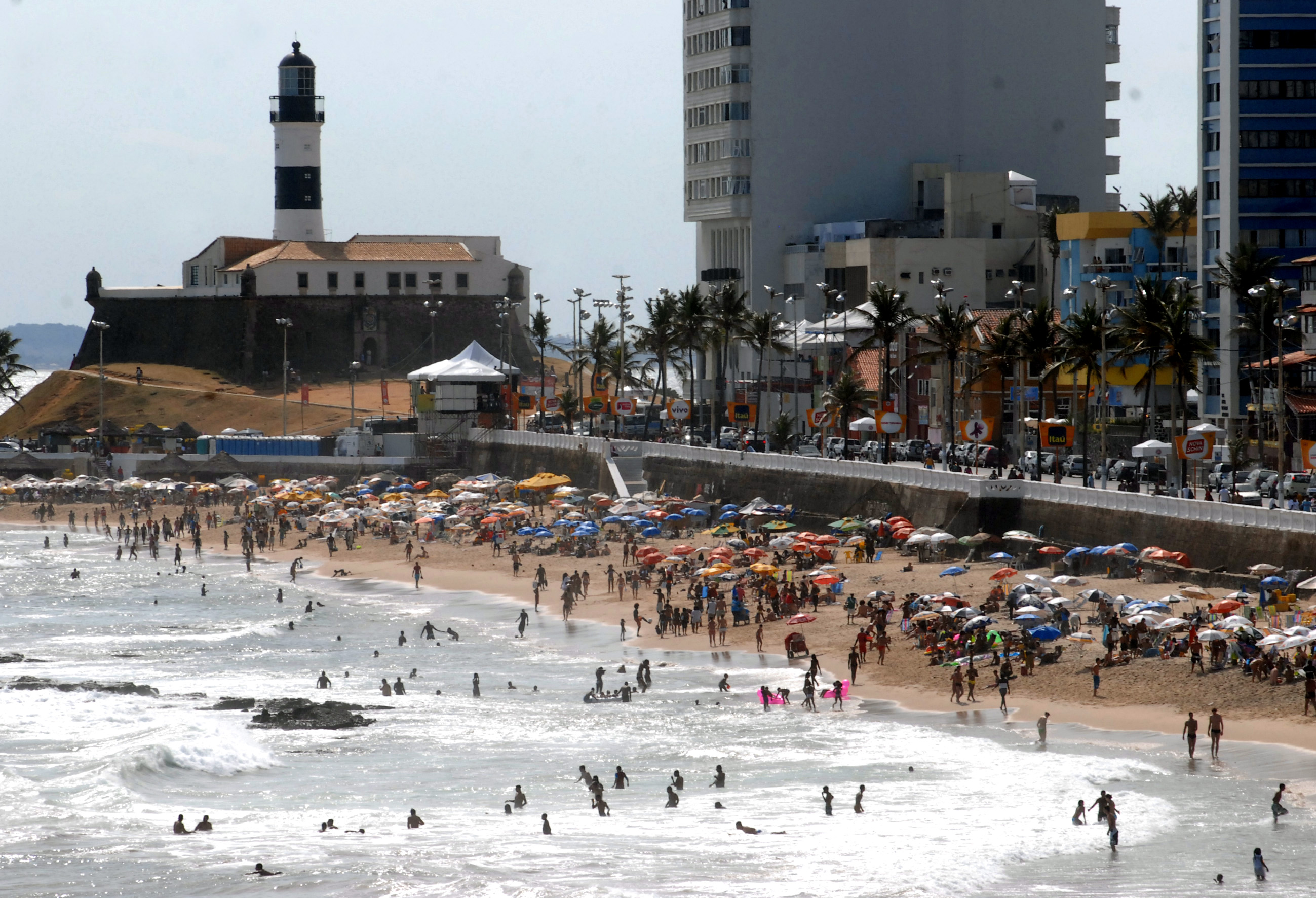
Praia do Farol da Barra cheia de banhistas, um dia antes da abertura do Carnaval de 2008.

O Carnaval traz um acentuado aumento econômico nas noites de Salvador e consequentemente agride ao meio ambiente todos os anos. Em 2006, cerca de meio milhões de turistas veio a Salvador para celebrar o Carnaval. Isso significa um aumento de 30% em relação aos turistas que visitam durante os meses de Verão de Salvador e da Bahia. É o lema do Carnaval: “Bahia: maior explosão de alegria”. Salvador em uma área de 25 quilômetros é transformado inteiramente em uma “Cidade de Carnaval” e oferece segurança e postos de primeiros socorros para os visitantes dessa grandiosa festa e recebe a prontidão da polícia, que têm de lidar com a carga adicional na infraestrutura montada para o evento na cidade. O Carnaval é o maior empregador na cidade. 200.000 pessoas estão diretamente ligados às atividades do Carnaval. 86 000 delas são chamados de “Cordeiro”, que tem a tarefa de proteger os blocos que desfilam durante a festa.